# Liste der Stolpersteine in Holzgerlingen
Eingelassen in die Gehwege Holzgerlingens erinnern insgesamt sechs Stolpersteine an die tragischen Schicksale der Menschen, die während der Zeit des Nationalsozialismus verfolgt, deportiert, ermordet oder in den Tod getrieben wurden. Gunter Demnig verlegte über 70.000 Stolpersteine in 1265 Kommunen Deutschlands sowie in 21 Ländern Europas und schuf damit ein einzigartiges Denkmal. In Holzgerlingen verlegte er die 10 × 10 cm großen Messingplatten am 21. Februar 2018 und am 29. März 2019.

## Verlegte Stolpersteine
In Holzgerlingen wurden sechs Stolpersteine an sechs Adressen verlegt.
| Stolperstein | Inschrift | Standort                                                                  | Name, Leben |
| ------------ | --- | ------------------------------------------------------------------------- | --- |
|              | HIER WOHNTE JOHANNES BINDER JG. 1884 EINGEWIESEN HEILANSTALT WEISSENAU 'VERLEGT' 22.8.1940 GRAFENECK ERMORDET 22.8.1940 'AKTION T4'               | Klemmertstraße 20 (vor dem Backhaus) Standort                             | Johannes Binder wurde am 24. Mai 1884 in Holzgerlingen geboren. Er wurde in die Heilanstalt Weissenau eingewiesen. Am 22. August 1940 wurde er in die Tötungsanstalt Grafeneck überstellt und dort noch am selben Tag ermordet. Er war ein Opfer der sogenannten Aktion T4, des nationalsozialistischen Tötungsprogramms für Menschen mit Behinderungen.                            |
|              | HIER WOHNTE PAULINE HERMANN GEB. DIETERLE JG. 1891 EINGEWIESEN HEILANSTALT WEISSENAU 'VERLEGT' 28.8.1940 GRAFENECK ERMORDET 28.8.1940 'AKTION T4' | Klemmertstraße 29 Standort                                                | Pauline Hermann geb. Dieterle wurde am 24. Oktober 1891 in Holzgerlingen geboren. Sie wurde in die Heilanstalt Weissenau eingewiesen. Am 28. August 1940 wurde sie in die Tötungsanstalt Grafeneck überstellt und dort noch am selben Tag ermordet. Sie war ein Opfer der sogenannten Aktion T4, des nationalsozialistischen Tötungsprogramms für Menschen mit Behinderungen.       |
|              | HIER WOHNTE OTTO GOTTLOB MAURER JG. 1910 EINGEWIESEN HEILANSTALT WINNENTAL 'VERLEGT' 3.6.1940 GRAFENECK ERMORDET 3.6.1940 'AKTION T4'             | Tübinger Straße 88 (vor dem Backhaus) Standort                            | Otto Gottlob Maurer wurde am 11. Juli 1910 in Holzgerlingen geboren. Er wurde in die Heilanstalt Winnental eingewiesen. Am 3. Juni 1940 wurde er in die Tötungsanstalt Grafeneck überstellt und dort noch am selben Tag ermordet. Er war ein Opfer der sogenannten Aktion T4, des nationalsozialistischen Tötungsprogramms für Menschen mit Behinderungen.                          |
|              | MARIA KATHARINA MESELE GEB. SAUTER JG. 1892 EINGEWIESEN HEILANSTALT ROTTENMÜNSTER 'VERLEGT' 29.11.1940 GRAFENECK ERMORDET 29.11.1940 'AKTION T4'  | Kirchstraße (zwischen Pfarrgartenmauer und dem Rathausparkplatz) Standort | Maria Katharina Mesele geb. Sauter wurde am 10. August 1892 in Mehlstetten geboren. Sie wurde in die Heilanstalt Rottenmünster eingewiesen. Am 29. November 1940 wurde er in die Tötungsanstalt Grafeneck überstellt und dort noch am selben Tag ermordet. Er war ein Opfer der sogenannten Aktion T4, des nationalsozialistischen Tötungsprogramms für Menschen mit Behinderungen. |
|              | HIER WOHNTE FRITZ RABEL JG. 1921 EINGEWIESEN HEILANSTALT STETTEN 'VERLEGT' 29.11.1940 GRAFENECK ERMORDET 29.11.1940 'AKTION T4'                   | Hülbenstraße 2 Standort                                                   | Fritz Rabel wurde am 17. Februar 1921 in Holzgerlingen geboren. Er wurde in die Heilanstalt Stetten eingewiesen. Am 29. November 1940 wurde er in die Tötungsanstalt Grafeneck überstellt und dort noch am selben Tag ermordet. Er war ein Opfer der sogenannten Aktion T4, des nationalsozialistischen Tötungsprogramms für Menschen mit Behinderungen.                            |
|              | HIER WOHNTE MAGDALENA MARIE SCHWEIZER JG. 1894 EINGEWIESEN ANSTALT SCHWÄBISCH-HALL 'VERLEGT' 10.3.1941 HADAMAR ERMORDET 10.3.1941 'AKTION T4'     | Im Stäuchle 3 Standort                                                    | Magdalena Marie Schweizer wurde am 3. Dezember 1894 in Holzgerlingen geboren. Sie wurde in die Anstalt Schwäbisch Hall eingewiesen. Am 10. März 1941 wurde sie in die Tötungsanstalt Hadamar überstellt und dort noch am selben Tag ermordet. Sie war ein Opfer der sogenannten Aktion T4, des nationalsozialistischen Tötungsprogramms für Menschen mit Behinderungen.             |

## Verlegedaten
- 21. Februar 2018: Klemmertstraße 20 und 29
- 29. März 2019: Hülbenstraße 2, Im Stäuchle 3, Kirchstraße, Tübinger Straße 88